# Чепеленко Олег Олександрович
Оле́г Олекса́ндрович Чепеле́нко — старший солдат Збройних сил України.

## Життєпис
Учитель, викладав в сільській школі інформатику.
Мобілізований восени 2014-го, снайпер, 92-га окрема механізована бригада.
7 серпня 2015-го під час виконання бойового завдання поблизу Трьохізбенки група військових у бойовому зіткненні потрапила в полон. При проведенні їх зі зв'язаними руками через мінне поле Олег Чепеленко звалив терориста, підірвав себе та його на «розтяжці» разом з іншими російськими бойовиками. Внаслідок вибуху загинули Чепеленко та прапорщик Микола Стоцький і два терористи.
Похований у селі Лукашівка, де його ім'ям згодом названо загальноосвітню школу. 6 травня 2016 року там само було відкрито мемеріальну дошку.
Без єдиного сина лишилася мама. Рота, в якій служив Олег, попросила у мами Олега Чепеленка дозволу бути її названими синами.

## Нагороди
За особисту мужність, сумлінне та бездоганне служіння Українському народові, зразкове виконання військового обов'язку відзначений — нагороджений
- 15 вересня 2015 року — орденом «За мужність» III ступеня (посмертно).
- Народний Герой України (посмертно), вересень 2015.